# Сегура (Иданья-а-Нова)
Сегура (порт. Segura) — район (фрегезия) в Португалии, входит в округ Каштелу-Бранку. Является составной частью муниципалитета Иданья-а-Нова. По старому административному делению входил в провинцию Бейра-Байша. Входит в экономико-статистический субрегион Бейра-Интериор-Сул, который входит в Центральный регион. Население составляет 233 человека на 2001 год. Занимает площадь 73,76 км².
Покровителем района считается Святая Маринья (порт. Santa Marinha).